# Fabio Massimo Castaldo
Fabio Massimo Castaldo (Roma, 18 settembre 1985) è un politico italiano.
Parlamentare europeo per il Movimento 5 Stelle dalla legislatura VIII, è stato eletto Vicepresidente del Parlamento europeo il 15 novembre 2017 e poi riconfermato il 3 luglio 2019. Con la sua rielezione, per la prima volta nella storia del Parlamento Europeo, un deputato non iscritto a un gruppo parlamentare è stato eletto Vicepresidente. Nel febbraio 2024 aderisce ad Azione.

## Biografia
Nato a Roma nel 1985, frequenta il liceo classico "Ugo Foscolo" di Albano Laziale, presso il quale consegue la maturità. Nel 2012 consegue la doppia laurea con lode in giurisprudenza italiana e francese presso l'Università degli Studi di Roma Tor Vergata e l’Università di Paris Est-Créteil.
Il 27 maggio 2023 si sposa a Rieti, nell'Abbazia di San Pastore.

### Attività politica

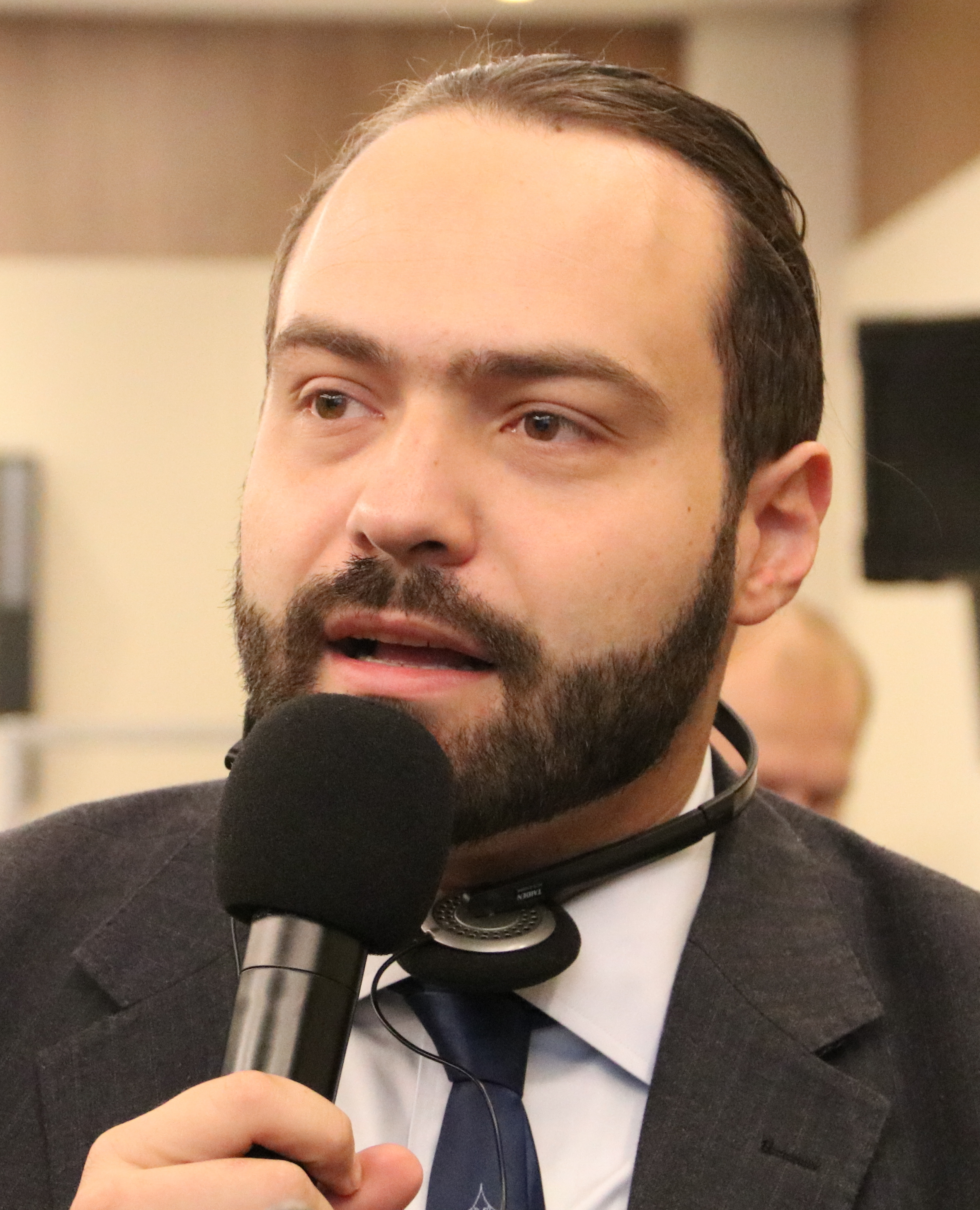
Fabio Massimo Castaldo nel 2016

Militante del Movimento 5 stelle nel gruppo del IX Municipio di Roma Capitale, di cui nel 2013 è anche coordinatore per alcuni mesi. Sempre nel 2013, attraverso le primarie online, viene scelto come candidato del partito alle regionali nella circoscrizione di Roma e Provincia, risultando il terzo dei non eletti.
Durante la XVII Legislatura ricopre il ruolo di consigliere e collaboratore giuridico di Paola Taverna, in particolare durante i mesi del suo incarico quale presidente del gruppo parlamentare al Senato.
Nel 2014, nelle votazioni "europarlamentarie" (effettuate dagli iscritti al partito sul portale del blog di Beppe Grillo) riceve 1701 preferenze e viene inserito nelle liste per le elezioni europee del 2014, risultando poi eletto al Parlamento europeo nella Circoscrizione Italia centrale con 38.088 preferenze.
Al Parlamento europeo ricopre, sin dall'inizio dell'VIII Legislatura, il ruolo di coordinatore per il gruppo EFDD nelle Commissioni AFET (Affari Esteri) e AFCO (Affari Costituzionali). Eletto nel gennaio 2015 vicecapodelegazione del Movimento 5 Stelle Europa, subentra a Tiziana Beghin come terzo capodelegazione da luglio 2015 a gennaio 2016. Molto attivo nei lavori dell'Europarlamento, viene eletto per acclamazione dai membri del DEG, di cui è coordinatore sempre per il gruppo EFDD, quale Parlamentare responsabile per il programma Youth Leader Forum. Ricopre inoltre diversi altri incarichi parlamentari, tra cui il ruolo di vicepresidente dell'Integruppo contro il razzismo e per la diversità (ARDI) sin dalla sua fondazione, dell'Intergruppo per i diritti LGBTI da dicembre 2015 e dell'Intergruppo per il Sahara Occidentale.
È membro del Parliamentarians for Global Action and the informal Group of the Friends of ICC da febbraio 2015; membro del Kurdish Friendship Group in the EP; membro dell’Intergruppo sul benessere e la conservazione degli animali; membro del Group of Friends of Iraq.
Partecipa a diverse missioni di osservazione elettorale: in Tunisia (ottobre, novembre, dicembre 2014); in Nigeria (marzo 2015); in Moldova (ottobre 2016).
È relatore di un rapporto d'iniziativa sulla Tunisia nel contesto regionale del Maghreb, e relatore ombra di molteplici Relazioni. Inoltre è membro della Commissione parlamentare mista Ue-Tunisia (CPM).
Il 15 novembre 2017 viene eletto Vicepresidente del Parlamento europeo in sostituzione di Alexander Graf Lambsdorff, il più giovane di sempre nella storia dell'Istituzione.
Durante le elezioni amministrative 2016 viene dapprima nominato membro del Comitato dei Garanti per la Lista del Movimento 5 Stelle per Roma Capitale, con Virginia Raggi quale candidata alla carica di sindaco, per poi essere nominato membro del più ristretto Staff dei Garanti della stessa Virginia Raggi, insieme a Paola Taverna, Roberta Lombardi e Gianluca Perilli. Congiuntamente ai colleghi, l’8 settembre 2016, comunica le proprie dimissioni dallo Staff dei Garanti e di conseguenza lo scioglimento dello stesso.
Durante la sua attività politica al parlamento europeo ha criticato pubblicamente l'utilità delle sanzioni economiche imposte alla Russia dall'Unione europea applicate in seguito all'annessione della Crimea. Nel mese di marzo 2017 ha fatto parte di una delegazione di eurodeputati di sei gruppi politici diversi che ha visitato la Siria, dove hanno incontrato, tra gli altri, i rappresentanti delle Nazioni Unite, della Mezzaluna Rossa e il presidente siriano Bashar al-Assad.
Alle elezioni europee del 2019 raccoglie 43.601 voti nel Centro risultando il primo degli eletti. Il 3 luglio 2019 viene rieletto vicepresidente del Parlamento europeo, correndo da indipendente con il sostegno di oltre 40 eurodeputati appartenenti a vari gruppi politici, in quanto la delegazione europea del M5S risulta appartenere al raggruppamento tecnico dei Non iscritti. La sua elezione rappresenta la prima di un indipendente appartenente ai Non iscritti.
Il 1º febbraio 2024 annuncia l'adesione ad Azione di Carlo Calenda insieme a Federica Onori.

## Incarichi parlamentari
All'Europarlamento è membro delle seguenti commissioni e delegazioni:
Membro
- AFET Commissione per gli affari esteri
- AFCO Commissione per gli affari costituzionali
- DMAG Delegazione per le relazioni con i paesi del Maghreb e l'Unione del Maghreb arabo
- D-BR Delegazione per le relazioni con la Repubblica federativa del Brasile
- DLAT Delegazione all'Assemblea parlamentare euro-latinoamericana
- DMER Delegazione per le relazioni con il Mercosur
- DMED Delegazione all'Assemblea parlamentare dell'Unione per il Mediterraneo

Membro sostituto
- DMAS Delegazione per le relazioni con i paesi del Mashreq
- D-RU Delegazione alla commissione di cooperazione parlamentare UE-Russia
- IMCO commissione per il mercato interno e la protezione dei consumatori
- INTA Commissione per il commercio internazionale
- LIBE Commissione per le libertà civili, giustizia e affari interni
- SEDE Sottocommissione per la sicurezza e la difesa